# Wahlen zum Repräsentantenhaus der Vereinigten Staaten 1812
Bei den Wahlen zum Repräsentantenhaus der Vereinigten Staaten 1812 wurden in den Vereinigten Staaten ab dem 3. August 1812 an verschiedenen Wahltagen die Abgeordneten des Repräsentantenhauses gewählt. Die Wahlen waren Teil der allgemeinen Wahlen zum 13. Kongress der Vereinigten Staaten in jenem Jahr, in dem auch ein Drittel der US-Senatoren gewählt wurde. Gleichzeitig fand auch die Präsidentschaftswahl des Jahres 1812 statt, die der Amtsinhaber James Madison von der Demokratisch-Republikanischen Partei gewann.
Zum Zeitpunkt der Wahlen bestanden die Vereinigten Staaten aus 18 Bundesstaaten (Louisiana war neu hinzugekommen). Die Zahl der zu wählenden Abgeordneten betrug 182. Die Sitzverteilung im Repräsentantenhaus basierte auf der Volkszählung von 1810, aus der sich auch die Anhebung der Abgeordnetenzahl ergab. Aufgrund der Anhebung der Zahl der zu wählenden Abgeordneten ist kein Eins-zu-eins-Vergleich mit den Wahlen des Jahres 1810 sinnvoll. Man kann aber feststellen, dass die Demokratisch-Republikanische Partei ihre vormalige Zweidrittelmehrheit verlor, aber ihre absolute Mehrheit behaupten konnte. Gleichzeitig konnten die Föderalisten ihren prozentualen Anteil der Abgeordneten deutlich vergrößern. Der Grund für diese Entwicklung war der im Jahr 1812 ausgebrochene Britisch-Amerikanische Krieg, der auch das beherrschende Wahlkampfthema war. Die Föderalisten waren entschieden gegen den Krieg und fanden aus handelspolitischen Gründen vor allem in ihrer Stammheimat Neuengland damit großen Anklang. Dort war zwischenzeitlich die Stimmung gegen den Krieg so groß, dass wenig später sogar über einen Austritt aus der Union nachgedacht wurde (Hartford Convention).
Frauen und Sklaven waren weder wahlberechtigt noch wählbar. In vielen Bundesstaaten waren auch freie Afroamerikaner von der Wahl ausgeschlossen. Das Wahlrecht für freie Männer war außerdem an einen gewissen Grundbesitz oder an ein bestimmtes Steueraufkommen gebunden.

## Wahlergebnis
- Demokratisch-Republikanische Partei: 114 (107) Sitze
- Föderalistische Partei: 68 (36) Sitze

Gesamt: 182
In Klammern sind die Ergebnisse der letzten regulären Wahlen von 1810. Veränderungen im Verlauf der Legislaturperiode, die nicht die Wahlen an sich betreffen, sind bei diesen Zahlen nicht berücksichtigt, werden aber im Artikel über den 13. Kongress im Abschnitt über die Mitglieder des Repräsentantenhauses bei den entsprechenden Namen der Abgeordneten vermerkt. Das Gleiche gilt für Wahlen in Staaten, die erst nach dem Beginn der Legislaturperiode der Union beitraten. Daher kommt es in den Quellen gelegentlich zu unterschiedlichen Angaben, da manchmal Veränderungen während der Legislaturperiode in die Zahlen eingearbeitet wurden und manchmal nicht.